# 귀못
《귀못》은 2022년 개봉한 대한민국의 영화이다.

## 출연

### 캐스팅
- 박하나 : 보영 역
- 허진 : 왕할머니 역
- 정영주 : 김사모 역
- 오은서